# The Shepherd: Border Patrol
The Shepherd: Border Patrol (tựa trong tiếng Việt: Đấng chăn chiên: Cảnh biên hay Đặc vụ hành động) là một bộ phim hình sự, hành động võ thuật năm 2008 của Mỹ do đạo diễn Isaac Florentine thực hiện. Dàn diễn viên trong phim gồm có Jean-Claude Van Damme, Stephen Lord, Scott Adkins, Gary McDonald, Natalie J. Robb và Bianca Bree (con gái thật sự ngoài đời của Van Damme).

## Nội dung
Một người cảnh sát giỏi tên Jack Robideaux từ New Orleans được cử đến Columbus, New Mexico để hỗ trợ lực lượng cảnh sát vùng này truy bắt bọn tội phạm chuyên vượt biên buôn ma túy. Tổ chức buôn ma túy khét tiếng nhất là tổ chức của Benjamin Meyers và Karp (tên vệ sĩ của Meyers) cầm đầu, trước đây hai gã này từng là lính trong quân đội Mỹ, nhưng sau đó giải ngũ để đi làm chuyện phạm pháp. Nữ cảnh sát Ramona Garcia cho Jack biết đầy đủ thông tin về Meyers, hằng ngày Jack và người cộng sự Billy Pawnell được lệnh đi tuần tra biên giới.
Meyers có kế hoạch vận chuyển ma túy từ México qua Mỹ là giao cho mỗi thanh niên Mexico 1 kg ma túy rồi bắt họ vượt biên đi giao hàng, hắn còn cài chất nổ C-4 vào người các thanh niên này, nếu cảnh sát nào can thiệp sẽ bị nổ tung. Có lần Jack và Pawnell bắt được một thanh niên Mexico, cả hai đã chạy ra xa trước khi C-4 trên người thanh niên đó phát nổ. Meyers và Karp dự định qua Mỹ giao hàng, chúng cải trang thành cha xứ rồi lên xe buýt khởi hành, chúng rất khôn ngoan khi dẫn vài người cha xứ thật đi theo để có thể bắt họ làm con tin lúc đụng độ cảnh sát.
Trên đường xe buýt của Meyers đang đi thì bị cảnh sát phát hiện, Meyers và Karp kêu thuộc hạ lấy súng ra bắn nhau với cảnh sát, chúng cho xe quay lại Mexico. Jack và Pawnell quyết tâm lái xe đuổi theo xe buýt của Meyers, cả hai vượt qua đường biên giới. Đến khu chợ Mexico, xe buýt của Meyers dừng lại, bọn thuộc hạ bắn chặn cảnh sát để Meyers và Karp bỏ chạy. Jack lên xe buýt rồi giết hết bọn thuộc hạ, cứu mạng được những người cha xứ thật. Cảnh sát trưởng ở đây là tay chân của Meyers, ông ta ra lệnh bắt Jack đi. Jack bị đưa vào nhà tù Mexico, bọn cai ngục buộc anh ta phải đấu tay đôi với tên tù nhân khác, kết quả là Jack đánh bại tên tù nhân đó. Meyers cho người đưa Jack về dinh thự của hắn, Jack nhận ra Ramona Garcia và ông chú Emile của cô ta cũng đang bị Meyers bắt đến đây, điều đặc biệt là Pawnell đang làm việc cho Meyers. Meyers giết Emile để thẩm vấn Jack tại sao lại cố truy đuổi hắn.
Jack kể rằng vài tháng trước con gái anh bị một bọn buôn ma túy sát hại, cô bé qua đời khi mới 16 tuổi, sau này Jack thề sẽ truy đuổi bất cứ tổ chức buôn ma túy nào anh ta tìm được để trả thù cho con gái. Meyers bảo Pawnell thủ tiêu Jack và Garcia, tuy nhiên hai người này giết Pawnell ngay dưới nhà kho. Jack đi tìm Meyers, còn Garcia đi gọi cảnh sát hỗ trợ. Một lát sau, cảnh sát đến nơi, họ đấu súng với bọn thuộc hạ của Meyers. Jack chạm trán Karp, cả hai đánh nhau ác liệt, cuối cùng Karp bị Jack đánh chết. Meyers xuất hiện, hắn rút súng định giết Jack, nhưng Jack nhanh tay ném chất nổ vào người Meyers khiến hắn nổ tan xác. Sau ngày hôm đó, thuộc hạ của Meyers đều bị bắt, tổ chức buôn ma túy của hắn cũng tan rã. Garcia khuyên Jack nên trở về New Orleans với vợ anh ta.

## Diễn viên
- Jean-Claude Van Damme vai Jack Robideaux
- Stephen Lord vai Benjamin Meyers
- Scott Adkins vai Karp
- Natalie J. Robb vai Ramona Garcia
- Gary McDonald vai Billy Pawnell
- Dan Davies vai Emile
- Todd Jensen vai Wray
- Andrée Bernard vai Lexxi
- Juliana Doncheva vai Eva Pawnell
- Bianca Bree vai Kassie Robideaux
- Daniel Perrone vai Felix Nestor
- Luis Algar vai Benito Ortiz
- Miles Anderson vai Arthur Pennington
- Dian Hristov vai Stanton
- Sava Dragunchev vai Flaco
- Fidana Dimitrova vai Oslem

## Sản xuất
Bộ phim The Shepherd: Border Patrol được bấm máy ở Bulgaria và New Mexico trong vòng 47 ngày từ ngày 6 tháng 2 đến ngày 25 tháng 3, năm 2007.